# National Football League 2017
La stagione NFL 2017 è stata la 98ª stagione sportiva della National Football League, la massima lega professionistica statunitense di football americano. La stagione è incominciata il 7 settembre 2017. La finale del campionato, il Super Bowl LII, si è disputata il 4 febbraio 2018 allo U.S. Bank Stadium di Minneapolis, Minnesota. Ad aggiudicarsi il loro primo Super Bowl sono stati i Philadelphia Eagles battendo con un punteggio di 41-33 i New England Patriots campioni in carica.
Per il secondo anno consecutivo, una squadra si è trasferita nell'area metropolitana di Los Angeles, con gli ex San Diego Chargers che hanno ufficializzato il trasferimento il 12 gennaio 2017.

## Trasferimenti di giocatori

### Free agency
Un totale di 496 giocatori divennero free agent il 9 marzo.

### Scambi
- Il 9 marzo, i Jacksonville Jaguars scambiarono il tight end Julius Thomas coi Miami Dolphins per una scelta del settimo giro del Draft 2017.[5]
- Il 9 marzo, i Miami Dolphins scambiarono l'offensive tackle Branden Albert coi Jacksonville Jaguars per una scelta del settimo giro del Draft 2018.[6]
- Il 9 marzo, gli Houston Texans scambiarono il quarterback Brock Osweiler, una scelta del secondo giro del Draft 2018 e una scelta del sesto giro del Draft 2017 coi Cleveland Browns per una scelta del quarto giro del Draft 2017.[7]
- Il 9 marzo, gli Indianapolis Colts scambiarono il tight end Dwayne Allen e una scelta del sesto giro del Draft 2017 con i New England Patriots per una scelta del quarto giro del Draft 2017.[8]
- Il 9 marzo, i Los Angeles Rams scambiarono il defensive end William Hayes e una scelta del settimo giro del Draft 2017 con i Miami Dolphins per una scelta del sesto giro del Draft 2017.[9]
- Il 10 marzo, i New Orleans Saints scambiarono il wide receiver Brandin Cooks e una scelta del quarto giro del Draft con i New England Patriots in cambio di una scelta del primo e del terzo giro.[10]
- il 10 marzo, i Carolina Panthers scambiano il defensive end Kony Ealy e una terza scelta del Draft con i New England Patriots in cambio di una seconda scelta.
- il 15 marzo, i Baltimore Ravens scambiano il centro Jeremy Zuttah e una sesta scelta con i San Francisco 49ers per la loro sesta scelta.
- il 4 aprile, i Baltimore Ravens scambiano il defensive tackle Timmy Jernigan e una terza scelta con i Philadelphia Eagles in cambio di una terza scelta.
- il 26 aprile, i Seattle Seahawks scambiano il running back Mashawn Lynch (precedentemente ritirato a fine stagione ma ancora di proprietà di Seattle) e la sesta scelta del Draft 2018 con gli Oakland Riders per la 5ª scelta del Draft 2018.
- l'11 agosto i Buffalo Bills scambiano il WR Sammy Watkins e la sesta scelta del Draft 2018 con gli La Rams per il CB E.J Gaines e la seconda scelta del Draft 2018, lo stesso giorno Buffalo scambia il CB Ronald Darby con i Philadelphia Eagles in cambio del WR Jordan Matthews e la 3° scelta del 2018.

### Ritiri degni di nota
- Anquan Boldin
- Josh Cribbs
- King Dunlap
- Brandon Flowers
- Justin Forsett
- Doug Free

- Percy Harvin
- A.J. Hawk
- Andre Johnson
- James Jones
- Terrance Knighton
- James Laurinaitis

- Jake Long
- Robert Mathis
- Pat McAfee
- Lance Moore
- Rob Ninkovich
- Jerraud Powers

- Tony Romo
- Steve Smith
- Stephen Tulloch
- John Urschel
- Michael Vick
- DeMarcus Ware

- Vince Wilfork
- Roddy White

Anche Jay Cutler aveva annunciato il proprio ritiro, salvo tornare sui propri passi e firmare con i Miami Dolphins. In precedenza aveva giocato con i Chicago Bears.

### Draft

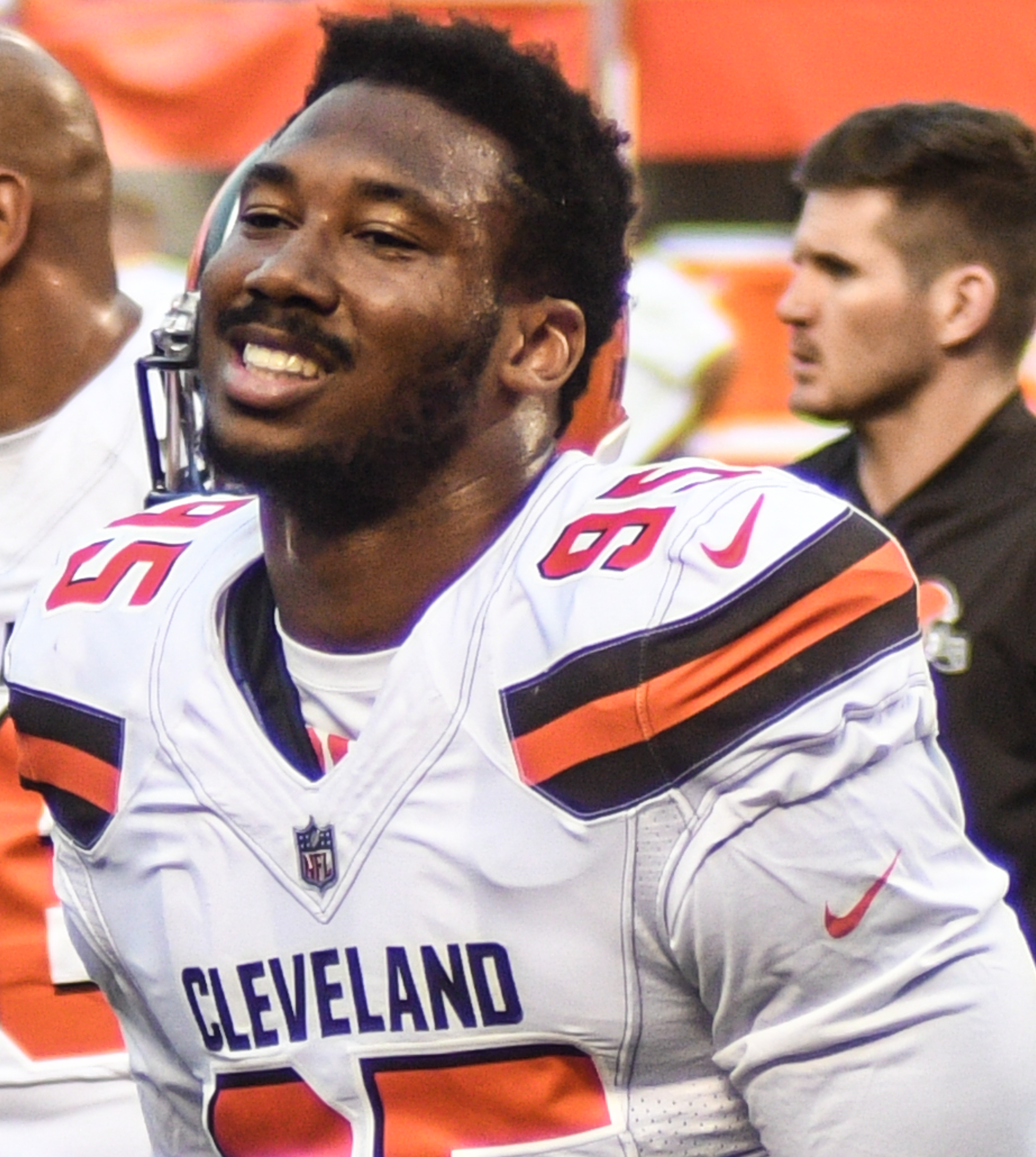
Myles Garrett fu la prima scelta assoluta del Draft 2017.

Il Draft NFL 2017 si tenne tra il 27 e il 29 aprile a Filadelfia. La prima scelta assoluta era in possesso dei Cleveland Browns che la utilizzarono per scegliere il defensive end da Texas A&M Myles Garrett.

## Stagione regolare
La stagione è incominciata giovedì 7 settembre 2017. Gli accoppiamenti intraconference e interconference sono stati i seguenti:
Intraconference
- AFC East vs AFC West
- AFC North vs AFC South
- NFC East vs NFC West
- NFC North vs NFC South

Interconference
- AFC East vs NFC South
- AFC North vs NFC North
- AFC South vs NFC West
- AFC West vs NFC East

### Risultati stagione regolare
- La qualificazione ai play-off è indicata in verde (tra parentesi è indicato il seed).

| AFC East                 |    |    |   |     |     |     |
| Squadra                  | V  | S  | P | PCT | PF  | PS  |
| (1) New England Patriots | 13 | 3  | 0 | 813 | 458 | 296 |
| (6) Buffalo Bills        | 9  | 7  | 0 | 563 | 302 | 359 |
| Miami Dolphins           | 6  | 10 | 0 | 375 | 281 | 393 |
| New York Jets            | 5  | 11 | 0 | 313 | 298 | 382 |

| NFC East                |    |    |   |     |     |     |
| Squadra                 | V  | S  | P | PCT | PF  | PS  |
| (1) Philadelphia Eagles | 13 | 3  | 0 | 813 | 457 | 295 |
| Dallas Cowboys          | 9  | 7  | 0 | 563 | 354 | 332 |
| Washington Redskins     | 7  | 9  | 0 | 438 | 342 | 388 |
| New York Giants         | 3  | 13 | 0 | 188 | 246 | 388 |

| AFC North               |    |    |   |     |     |     |
| Squadra                 | V  | S  | P | PCT | PF  | PS  |
| (2) Pittsburgh Steelers | 13 | 3  | 0 | 813 | 406 | 308 |
| Baltimore Ravens        | 9  | 7  | 0 | 563 | 395 | 303 |
| Cincinnati Bengals      | 7  | 9  | 0 | 438 | 290 | 349 |
| Cleveland Browns        | 0  | 16 | 0 | 0   | 234 | 410 |

| NFC North             |    |    |   |     |     |     |
| Squadra               | V  | S  | P | PCT | PF  | PS  |
| (2) Minnesota Vikings | 13 | 3  | 0 | 813 | 382 | 252 |
| Detroit Lions         | 9  | 7  | 0 | 563 | 410 | 376 |
| Green Bay Packers     | 7  | 9  | 0 | 438 | 320 | 384 |
| Chicago Bears         | 5  | 11 | 0 | 313 | 264 | 320 |

| AFC South                |    |    |   |     |     |     |
| Squadra                  | V  | S  | P | PCT | PF  | PS  |
| (3) Jacksonville Jaguars | 10 | 6  | 0 | 625 | 417 | 268 |
| (5) Tennessee Titans     | 9  | 7  | 0 | 563 | 334 | 356 |
| Indianapolis Colts       | 4  | 12 | 0 | 250 | 263 | 404 |
| Houston Texans           | 4  | 12 | 0 | 250 | 338 | 436 |

| NFC South              |    |    |   |     |     |     |
| Squadra                | V  | S  | P | PCT | PF  | PS  |
| (4) New Orleans Saints | 11 | 5  | 0 | 688 | 448 | 326 |
| (5) Carolina Panthers  | 11 | 5  | 0 | 688 | 363 | 327 |
| (6) Atlanta Falcons    | 10 | 6  | 0 | 625 | 353 | 315 |
| Tampa Bay Buccaneers   | 5  | 11 | 0 | 313 | 335 | 382 |

| AFC West               |    |    |   |     |     |     |
| Squadra                | V  | S  | P | PCT | PF  | PS  |
| (4) Kansas City Chiefs | 10 | 6  | 0 | 625 | 415 | 339 |
| Los Angeles Chargers   | 9  | 7  | 0 | 563 | 355 | 272 |
| Oakland Raiders        | 6  | 10 | 0 | 375 | 301 | 373 |
| Denver Broncos         | 5  | 11 | 0 | 313 | 289 | 382 |

| NFC West             |    |    |   |     |     |     |
| Squadra              | V  | S  | P | PCT | PF  | PS  |
| (3) Los Angeles Rams | 11 | 5  | 0 | 688 | 478 | 329 |
| Seattle Seahawks     | 9  | 7  | 0 | 563 | 366 | 332 |
| Arizona Cardinals    | 8  | 8  | 0 | 500 | 295 | 361 |
| San Francisco 49ers  | 6  | 10 | 0 | 375 | 331 | 383 |

spareggi
1. ↑  I Patriots hanno ottenuto il seed 1 sugli Steelers in base alla vittoria nello scontro diretto.
2. ↑  I Bills hanno ottenuto il seed 6 sui Ravens in base al maggior coefficiente di difficoltà degli avversari in calendario (.492 contro .441).
3. ↑  Gli Eagles hanno ottenuto il seed 1 sui Vikings in base al maggior numero di vittorie con gli stessi avversari (5-0 contro 4-1).
4. ↑  I Ravens e i Bills hanno finito davanti ai Chargers in base al miglior record di vittorie di conference (entrambe 7-5 contro 6-6).
5. ↑  I Lions hanno finito rispettivamente davanti ai Seahawks e ai Cowboys in base al miglior record di vittorie di conference (8-4 contro 7-5).
6. ↑  I Packers hanno finito davanti ai Redskins in base al maggior numero di vittorie con gli stessi avversari (2-3 contro 1-4).
7. ↑  I Titans hanno finito rispettivamente davanti ai Bills, ottenendo il seed 5, ai Ravens e ai Chargers in base al miglior record di vittorie di conference (8-4 contro 7-5 e 6-6).
8. ↑  I Colts hanno finito davanti ai Texans in base alle vittorie negli scontri diretti.
9. ↑  I Saints hanno ottenuto il seed 4 sui Panthers in base alle vittorie negli scontri diretti.
10. ↑  I Buccaneers hanno finito davanti ai Bears in base alla vittoria nello scontro diretto.
11. ↑  I Raiders hanno finito davanti ai Dolphins in base alla vittoria nello scontro diretto.
12. ↑  I Broncos hanno finito davanti ai Jets in base alla vittoria nello scontro diretto.
13. ↑  I Rams hanno ottenuto il seed 3 sui Saints in base alla vittoria nello scontro diretto.
14. ↑  I Seahawks hanno finito davanti ai Cowboys in base alla vittoria nello scontro diretto.

### Cambiamenti nel calendario
- Pre-stagione settimana 4: A causa degli effetti dell'Uragano Harvey nell'area di Houston, la partita Cowboys–Texans fu cancellata. La gara della Governor's Cup del Texas 2017, che inizialmente avrebbe dovuto tenersi all'NRG Stadium, era stata inizialmente spostata all'AT&T Stadium dei Cowboys, prima di essere cancellata dalla lega per permettere ai giocatori e allo staff dei Texans di riunirsi con le loro famiglie.[12]
- Settimana 1: A causa del potenziale impatto dell'Uragano Irma, la partita Buccaneers–Dolphins fu spostata alla settimana 11 (19 novembre), nella quale entrambe le squadre avrebbero dovuto avere il turno di pausa.[13]

## Play-off
I play-off sono incominciati il 6 e il 7 gennaio 2018 con il Wild Card Round. Sono quindi previsti i Divisional Playoff il 13 e il 14 gennaio e i Conference Championship il 21 gennaio. Il Super Bowl LII si è disputato il 4 febbraio 2018 allo U.S. Bank Stadium di Minneapolis, Minnesota.

### Seeding
| Seed | American Football Conference               | National Football Conference             |
| ---- | ------------------------------------------ | ---------------------------------------- |
| 1    | New England Patriots (vincitori AFC East)  | Philadelphia Eagles (vincitori NFC East) |
| 2    | Pittsburgh Steelers (vincitori AFC North)  | Minnesota Vikings (vincitori NFC North)  |
| 3    | Jacksonville Jaguars (vincitori AFC South) | Los Angeles Rams (vincitori NFC West)    |
| 4    | Kansas City Chiefs (vincitori AFC West)    | New Orleans Saints (vincitori NFC South) |
| 5    | Tennessee Titans (Wild Card)               | Carolina Panthers (Wild Card)            |
| 6    | Buffalo Bills (Wild Card)                  | Atlanta Falcons (Wild Card)              |

### Incontri
| Wild Card Game | Wild Card Game                            | Wild Card Game                            | Wild Card Game                            |    |              | Divisional Play-off            | Divisional Play-off                  | Divisional Play-off            |                                      |                                      | Conference Championship              | Conference Championship | Conference Championship |  |  | Super Bowl LI | Super Bowl LI | Super Bowl LI | Super Bowl LI | Super Bowl LI |
|                |                                           |                                           |                                           |    |              |                                |                                      |                                |                                      |                                      |                                      |                         |                         |  |  |               |               |               |               |               |
|                | 7 gennaio - Mercedes-Benz Superdome       | 7 gennaio - Mercedes-Benz Superdome       | 7 gennaio - Mercedes-Benz Superdome       |    |              | 14 gennaio - U.S. Bank Stadium | 14 gennaio - U.S. Bank Stadium       | 14 gennaio - U.S. Bank Stadium |                                      |                                      |                                      |                         |                         |  |  |               |               |               |               |               |
|                | 7 gennaio - Mercedes-Benz Superdome       | 7 gennaio - Mercedes-Benz Superdome       | 7 gennaio - Mercedes-Benz Superdome       |    |              | 14 gennaio - U.S. Bank Stadium | 14 gennaio - U.S. Bank Stadium       | 14 gennaio - U.S. Bank Stadium |                                      |                                      |                                      |                         |                         |  |  |               |               |               |               |               |
|                | 7 gennaio - Mercedes-Benz Superdome       | 7 gennaio - Mercedes-Benz Superdome       | 7 gennaio - Mercedes-Benz Superdome       |    |              | 14 gennaio - U.S. Bank Stadium | 14 gennaio - U.S. Bank Stadium       | 14 gennaio - U.S. Bank Stadium |                                      |                                      |                                      |                         |                         |  |  |               |               |               |               |               |
|                | 7 gennaio - Mercedes-Benz Superdome       | 7 gennaio - Mercedes-Benz Superdome       | 7 gennaio - Mercedes-Benz Superdome       |    |              | 14 gennaio - U.S. Bank Stadium | 14 gennaio - U.S. Bank Stadium       | 14 gennaio - U.S. Bank Stadium |                                      |                                      |                                      |                         |                         |  |  |               |               |               |               |               |
|                | 5                                         | Carolina                                  | 26                                        |    |              | 14 gennaio - U.S. Bank Stadium | 14 gennaio - U.S. Bank Stadium       | 14 gennaio - U.S. Bank Stadium |                                      |                                      |                                      |                         |                         |  |  |               |               |               |               |               |
|                | 5                                         | Carolina                                  | 26                                        | 4  | New Orleans  | 24                             |                                      |                                |                                      |                                      |                                      |                         |                         |  |  |               |               |               |               |               |
|                | 4                                         | New Orleans                               | 31                                        | 4  | New Orleans  | 24                             |                                      |                                | 21 gennaio - Lincoln Financial Field | 21 gennaio - Lincoln Financial Field | 21 gennaio - Lincoln Financial Field |                         |                         |  |  |               |               |               |               |               |
|                | 4                                         | New Orleans                               | 31                                        | 2  | Minnesota    | 29                             |                                      |                                | 21 gennaio - Lincoln Financial Field | 21 gennaio - Lincoln Financial Field | 21 gennaio - Lincoln Financial Field |                         |                         |  |  |               |               |               |               |               |
|                |                                           |                                           |                                           | 2  | Minnesota    | 29                             |                                      |                                | 21 gennaio - Lincoln Financial Field | 21 gennaio - Lincoln Financial Field | 21 gennaio - Lincoln Financial Field |                         |                         |  |  |               |               |               |               |               |
|                |                                           |                                           |                                           |    |              |                                |                                      |                                | 21 gennaio - Lincoln Financial Field | 21 gennaio - Lincoln Financial Field | 21 gennaio - Lincoln Financial Field |                         |                         |  |  |               |               |               |               |               |
|                | 6 gennaio - Los Angeles Memorial Coliseum | 6 gennaio - Los Angeles Memorial Coliseum | 6 gennaio - Los Angeles Memorial Coliseum | 2  | Minnesota    | 7                              |                                      |                                |                                      |                                      |                                      |                         |                         |  |  |               |               |               |               |               |
|                | 6 gennaio - Los Angeles Memorial Coliseum | 6 gennaio - Los Angeles Memorial Coliseum | 6 gennaio - Los Angeles Memorial Coliseum | 2  | Minnesota    | 7                              | 13 gennaio - Lincoln Financial Field |                                |                                      |                                      |                                      |                         |                         |  |  |               |               |               |               |               |
|                | 6 gennaio - Los Angeles Memorial Coliseum | 6 gennaio - Los Angeles Memorial Coliseum | 6 gennaio - Los Angeles Memorial Coliseum |    | 1            | Philadelphia                   | 38                                   |                                |                                      |                                      |                                      |                         |                         |  |  |               |               |               |               |               |
|                | 6 gennaio - Los Angeles Memorial Coliseum | 6 gennaio - Los Angeles Memorial Coliseum | 6 gennaio - Los Angeles Memorial Coliseum |    | 1            | Philadelphia                   | 38                                   |                                |                                      |                                      |                                      |                         |                         |  |  |               |               |               |               |               |
|                | 6                                         | Atlanta                                   | 26                                        |    |              |                                |                                      |                                |                                      |                                      |                                      |                         |                         |  |  |               |               |               |               |               |
|                | 6                                         | Atlanta                                   | 26                                        | 6  | Atlanta      | 10                             |                                      |                                |                                      |                                      |                                      |                         |                         |  |  |               |               |               |               |               |
|                | 3                                         | Los Angeles                               | 13                                        | 6  | Atlanta      | 10                             |                                      |                                | 4 febbraio - U.S. Bank Stadium       | 4 febbraio - U.S. Bank Stadium       | 4 febbraio - U.S. Bank Stadium       |                         |                         |  |  |               |               |               |               |               |
|                | 3                                         | Los Angeles                               | 13                                        | 1  | Philadelphia | 15                             |                                      |                                | 4 febbraio - U.S. Bank Stadium       | 4 febbraio - U.S. Bank Stadium       | 4 febbraio - U.S. Bank Stadium       |                         |                         |  |  |               |               |               |               |               |
|                |                                           |                                           |                                           | 1  | Philadelphia | 15                             |                                      |                                |                                      | 4 febbraio - U.S. Bank Stadium       | 4 febbraio - U.S. Bank Stadium       |                         |                         |  |  |               |               |               |               |               |
|                |                                           |                                           |                                           |    |              |                                |                                      |                                |                                      | 4 febbraio - U.S. Bank Stadium       | 4 febbraio - U.S. Bank Stadium       |                         |                         |  |  |               |               |               |               |               |
|                | 7 gennaio - EverBank Field                | 7 gennaio - EverBank Field                | 7 gennaio - EverBank Field                | N1 | Philadelphia | 41                             |                                      |                                |                                      |                                      |                                      |                         |                         |  |  |               |               |               |               |               |
|                | 7 gennaio - EverBank Field                | 7 gennaio - EverBank Field                | 7 gennaio - EverBank Field                | N1 | Philadelphia | 41                             | 14 gennaio - Heinz Field             |                                |                                      |                                      |                                      |                         |                         |  |  |               |               |               |               |               |
|                | 7 gennaio - EverBank Field                | 7 gennaio - EverBank Field                | 7 gennaio - EverBank Field                |    | A1           | New England                    | 33                                   |                                |                                      |                                      |                                      |                         |                         |  |  |               |               |               |               |               |
|                | 7 gennaio - EverBank Field                | 7 gennaio - EverBank Field                | 7 gennaio - EverBank Field                |    | A1           | New England                    | 33                                   |                                |                                      |                                      |                                      |                         |                         |  |  |               |               |               |               |               |
|                | 6                                         | Buffalo                                   | 3                                         |    |              |                                |                                      |                                |                                      |                                      |                                      |                         |                         |  |  |               |               |               |               |               |
|                | 6                                         | Buffalo                                   | 3                                         | 3  | Jacksonville | 45                             |                                      |                                |                                      |                                      |                                      |                         |                         |  |  |               |               |               |               |               |
|                | 3                                         | Jacksonville                              | 10                                        | 3  | Jacksonville | 45                             |                                      |                                | 21 gennaio - Gillette Stadium        | 21 gennaio - Gillette Stadium        | 21 gennaio - Gillette Stadium        |                         |                         |  |  |               |               |               |               |               |
|                | 3                                         | Jacksonville                              | 10                                        | 2  | Pittsburgh   | 42                             |                                      |                                | 21 gennaio - Gillette Stadium        | 21 gennaio - Gillette Stadium        | 21 gennaio - Gillette Stadium        |                         |                         |  |  |               |               |               |               |               |
|                |                                           |                                           |                                           | 2  | Pittsburgh   | 42                             |                                      |                                | 21 gennaio - Gillette Stadium        | 21 gennaio - Gillette Stadium        | 21 gennaio - Gillette Stadium        |                         |                         |  |  |               |               |               |               |               |
|                |                                           |                                           |                                           |    |              |                                |                                      |                                | 21 gennaio - Gillette Stadium        | 21 gennaio - Gillette Stadium        | 21 gennaio - Gillette Stadium        |                         |                         |  |  |               |               |               |               |               |
|                | 6 gennaio - Arrowhead Stadium             | 6 gennaio - Arrowhead Stadium             | 6 gennaio - Arrowhead Stadium             | 3  | Jacksonville | 20                             |                                      |                                |                                      |                                      |                                      |                         |                         |  |  |               |               |               |               |               |
|                | 6 gennaio - Arrowhead Stadium             | 6 gennaio - Arrowhead Stadium             | 6 gennaio - Arrowhead Stadium             | 3  | Jacksonville | 20                             | 13 gennaio - Gillette Stadium        |                                |                                      |                                      |                                      |                         |                         |  |  |               |               |               |               |               |
|                | 6 gennaio - Arrowhead Stadium             | 6 gennaio - Arrowhead Stadium             | 6 gennaio - Arrowhead Stadium             |    | 1            | New England                    | 24                                   |                                |                                      |                                      |                                      |                         |                         |  |  |               |               |               |               |               |
|                | 6 gennaio - Arrowhead Stadium             | 6 gennaio - Arrowhead Stadium             | 6 gennaio - Arrowhead Stadium             |    | 1            | New England                    | 24                                   |                                |                                      |                                      |                                      |                         |                         |  |  |               |               |               |               |               |
|                | 5                                         | Tennessee                                 | 22                                        |    |              |                                |                                      |                                |                                      |                                      |                                      |                         |                         |  |  |               |               |               |               |               |
|                | 5                                         | Tennessee                                 | 22                                        | 5  | Tennessee    | 14                             |                                      |                                |                                      |                                      |                                      |                         |                         |  |  |               |               |               |               |               |
|                | 4                                         | Kansas City                               | 21                                        | 5  | Tennessee    | 14                             |                                      |                                |                                      |                                      |                                      |                         |                         |  |  |               |               |               |               |               |
|                | 4                                         | Kansas City                               | 21                                        | 1  | New England  | 35                             |                                      |                                |                                      |                                      |                                      |                         |                         |  |  |               |               |               |               |               |

### Vincitore

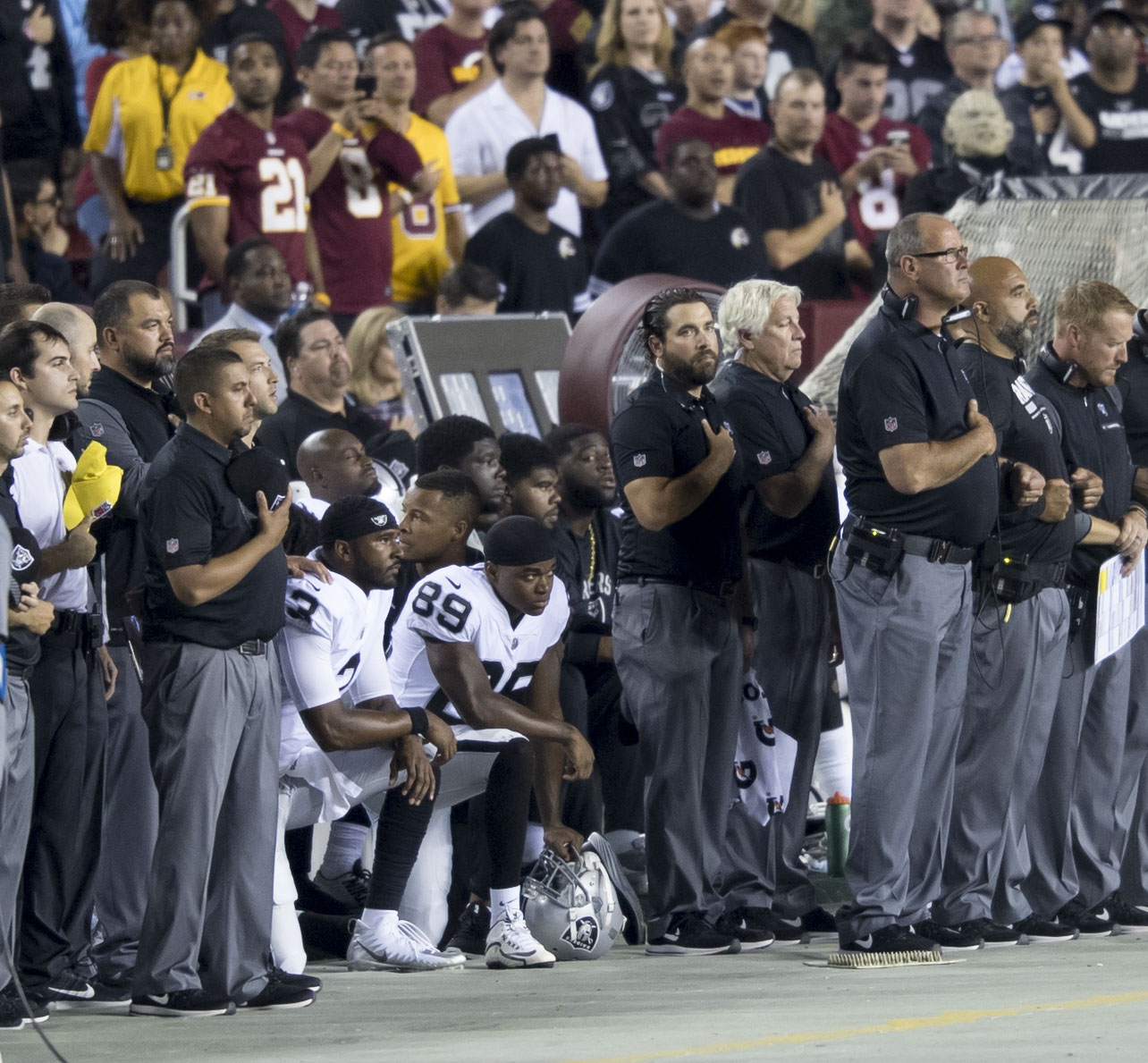
I giocatori degli Oakland Raiders inginocchiati nella settimana 3.

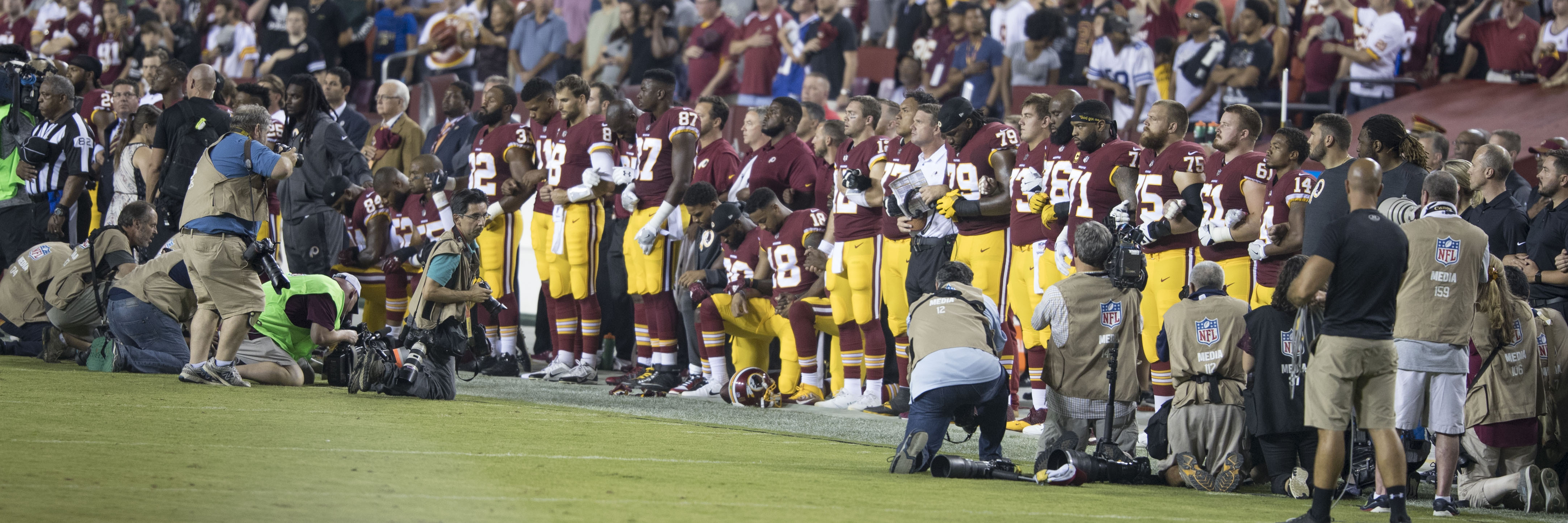
I giocatori dei Redskins inginocchiati prima della gara contro i Raiders.

| Vincitori del Super Bowl LII Philadelphia Eagles 4º titolo (1º Super Bowl) |

## Proteste verso l'inno americano
La settimana tre della stagione vide diverse proteste verso l'inno americano in risposta ai commenti del Presidente Donald Trump sul fatto che chi avesse protestato avrebbe dovuto essere licenziato. Tali proteste variarono dal tenere le braccia incrociate all'inginocchiarsi durante l'esecuzione dell'inno. Tre squadre, gli Steelers, i Titans e i Seahawks non si presentarono nemmeno in campo durante la sua esecuzione.

## Cambi di allenatore

### Prima dell'inizio della stagione
| Squadra              | Allenatore 2016 | Interim 2016 | Sostituto 2017 | Ragione       |
| -------------------- | --------------- | ------------ | -------------- | ------------- |
| Buffalo Bills        | Rex Ryan        | Anthony Lynn | Sean McDermott | Licenziamento |
| Denver Broncos       | Gary Kubiak     | Gary Kubiak  | Vance Joseph   | Ritiro        |
| Jacksonville Jaguars | Gus Bradley     | Doug Marrone | Doug Marrone   | Licenziamento |
| Los Angeles Chargers | Mike McCoy      | Mike McCoy   | Anthony Lynn   | Licenziamento |
| Los Angeles Rams     | Jeff Fisher     | John Fassel  | Sean McVay     | Licenziamento |
| San Francisco 49ers  | Chip Kelly      | Chip Kelly   | Kyle Shanahan  | Licenziamento |

### Durante la stagione
| Squadra         | Allenatore | Ragione       | Sostituto       | Note          |
| --------------- | ---------- | ------------- | --------------- | ------------- |
| New York Giants | Ben McAdoo | Licenziamento | Steve Spagnuolo | [ 16 ] [ 17 ] |

## Record e traguardi
Settimana 1
- Il running back dei Kansas City Chiefs Kareem Hunt concluse la prima gara in carriera con 246 yard guadagnate dalla linea di scrimmage (148 su corsa, 98 su ricezione), un record NFL in una gara di debutto che superò quello di 217 yard di Billy Sims nel 1980.[18][19]
- Il placekicker degli Oakland Raiders Giorgio Tavecchio divenne il primo giocatore della storia a segnare due field goal da almeno 50 yard nella gara di esordio.[20][21][22]

Settimana 2
- Il tight end dei Los Angeles Chargers Antonio Gates segnò il suo 112º touchdown su ricezione, superando il record di Tony Gonzalez per il maggior numero nella storia della NFL da parte di un tight end.[23]
- Aaron Rodgers passò il suo 300º touchdown, superando Peyton Manning come giocatore più rapido a raggiungere tale traguardo, sia in termini di partite sia di passaggi tentati.[24]

Settimana 3
- Il placekicker Jake Elliott dei Philadelphia Eagles stabilì un nuovo record NFL per un rookie segnando un field goal da una distanza di 61 yard.
- Il wide receiver dei New York Giants Odell Beckham divenne il più rapido giocatore della storia a raggiungere le 300 ricezioni in carriera (45 partite).[25]
- Matt Prater dei Detroit Lions stabilì il nuovo record NFL per il maggior numero di field goal da più di 55 yard segnati in una stagione (3), segnandone uno da 57 yard contro gli Atlanta Falcons.[26]

Settimana 5
- Larry Fitzgerald divenne il terzo giocatore della storia a fare registrare una ricezione per 200 gare consecutive, tutte giocando per gli Arizona Cardinals.[27]
- Deshaun Watson con 5 touchdown passati nella stessa gara pareggiò il record NFL per un rookie condiviso da Ray Buivid, Matthew Stafford e Jameis Winston.

Settimana 6
- Con l'affermazione sui New York Jets, Tom Brady diventò il quarterback più vincente della storia nella stagione regolare con la 187ª vittoria, superando Peyton Manning e Brett Favre.[28]

Settimana 7
- Drew Brees divenne il quarto giocatore della storia a passare 500 touchdown in carriera (inclusi i playoff), raggiungendo Tom Brady, Brett Favre e Peyton Manning.[29]
- Eddie Jackson divenne il primo giocatore della storia a segnare due touchdown in difesa da più di 75 yard nella stessa partita[30]

Settimana 8
- I Cleveland Browns ebbero un record di 4–41 nelle ultime 45 gare a partire dal 2014, il peggior risultato di sempre in un arco di 45 partite alla pari con i Detroit Lions del 2007–10.[31]
- Deshaun Watson passò il 19º touchdown nelle prime sette gare in carriera, superando il precedente primato di Kurt Warner.

Settimana 9
- Matt Ryan passò 313 yard portandosi a quota 39.858 alla 150ª gara in carriera, il massimo della storia, superando Drew Brees.[32]
- Eli Manning divenne il settimo giocatore della storia a passare 50.000 in carriera.[32]

Settimana 10
- Larry Fitzgerald divenne il sesto giocatore a ricevere 15.000 yard in carriera e il secondo più rapido dopo Jerry Rice.[33]
- Matt Ryan lanciò 215 yard, raggiungendo quota 40.073 in 151 partite, in una in meno di Drew Brees che deteneva il precedente primato per la rapidità a giungere a quota 40.000.[34]
- Adrian Clayborn mise a segno 6 sack nella gara contro i Dallas Cowboys, pareggiando la seconda prestazione di tutti i tempi condivisa da Derrick Thomas, Osi Umenyiora e Fred Dean.[35][36]

Settimana 11
- Con un touchdown da 20 yard, Larry Fitzgerald superò Tony Gonzalez al quinto posto di tutti i tempi per yard ricevute in carriera.[37]

Settimana 12
- Con la vittoria sui San Francisco 49ers, la sua 63ª in carriera, Russell Wilson batté il record di Joe Flacco che ne aveva conquistate 62 nelle prime sei stagioni in carriera.
- Julio Jones ricevette 12 passaggi per 253 yard nella vittoria dei Falcons su Tampa Bay. Alla 90ª gara in carriera aveva così accumulato 563 ricezioni e 8.649 yard, entrambi nuovi record NFL a quel punto, superando quelli di Anquan Boldin (558 ricezioni) e Lance Alworth (8.502 yard ricevute).[38]

Settimana 13
- Con la vittoria sui Buffalo Bills, Tom Brady è diventato il quarterback più vincente contro una singola squadra, con 27 affermazioni. Il precedente record apparteneva a Brett Favre che aveva battuto i Detroit Lions 26 volte.[39]
- Con una ricezione da 12 yard, Larry Fitzgerald superò Isaac Bruce al quarto posto nella classifica di tutti i tempi per yard ricevute.[40]
- Russell Wilson contro gli Eagles pareggiò il record NFL per touchdown passati nel quarto periodo in una singola stagione, 15, eguagliando Eli Manning che lo aveva stabilito nel 2011.[41]

Settimana 14
- Con una ricezione da 24 yard, Larry Fitzgerald superò Randy Moss al terzo posto nella classifica di tutti i tempi.[42]

Settimana 15
- LeSean McCoy superò le 10.000 yard corse in carriera, il trentesimo giocatore della storia a tagliare tale traguardo.[43]

Settimana 16
- Drew Brees divenne il giocatore più rapido della storia (248 partite) e il terzo in assoluto a passare 70.000 yard in carriera.[44]
- I New England Patriots conquistarono la loro 12ª vittoria stagionale, tagliando tale traguardo per l'ottava stagione consecutiva e superando il primato che condividevano con gli Indianapolis Colts, i quali vi erano riusciti dal 2003 al 2009.
- Con la nona vittoria stagionale, Russell Wilson divenne il primo quarterback della storia a terminare con più vittorie che sconfitte in tutte le prime sei stagioni in carriera

Settimana 17
- Con la loro sconfitta contro i Pittsburgh Steelers, i Cleveland Browns divennero la seconda squadra dopo i Detroit Lions del 2008 a terminare una stagione con zero vittorie e 16 sconfitte.[45]
- I Buffalo Bills interruppero la più lunga striscia attiva di stagioni consecutive senza qualificarsi ai playoff, 17. Erano rimasti l'unica squadra a non esservisi qualificata nel XXI secolo.[46]
- Frank Gore superò le 14.000 yard corse in carriera, il quinto giocatore a riuscirvi dopo Emmitt Smith, Walter Payton, Barry Sanders e Curtis Martin.[47]

## Leader della lega
| Categoria              | Giocatore                                                    | N.         |
| Yard passate           | Tom Brady (NE)                                               | 4.577 yard |
| Touchdown passati      | Russell Wilson (SEA)                                         | 34         |
| Yard corse             | Kareem Hunt (KC)                                             | 1.327 yard |
| Touchdown su corsa     | Todd Gurley (LAR)                                            | 13         |
| Ricezioni              | Jarvis Landry (MIA)                                          | 112        |
| Yard ricevute          | Antonio Brown (PIT)                                          | 1.533 yard |
| Touchdown su ricezione | DeAndre Hopkins (HOU)                                        | 13         |
| Tackle totali          | Preston Brown (BUF), Blake Martinez (GB), Joe Schobert (CLE) | 144        |
| Sack                   | Chandler Jones (ARI)                                         | 17,0       |
| Intercetti             | Kevin Byard (TEN), Darius Slay (DET)                         | 8          |
| Fumble forzati         | Yannick Ngakoue (JAX)                                        | 6          |
| Fumble recuperati      | Tahir Whitehead (DET)                                        | 4          |
| Safety                 | 9 giocatori                                                  | 1          |

Fonte:

## Premi

### Premi stagionali

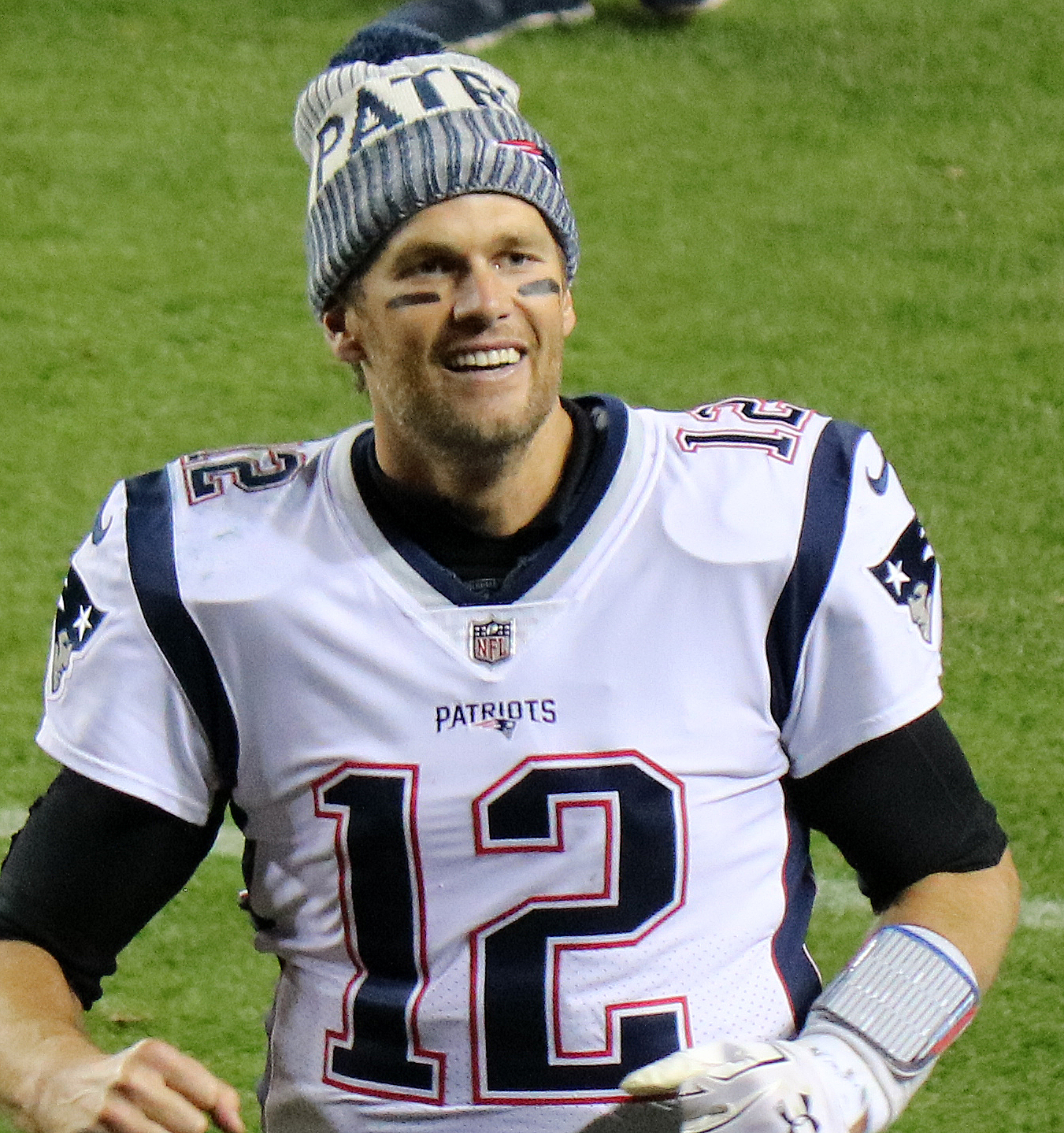
Nel 2017 Tom Brady è stato premiato come MVP della NFL per la terza volta in carriera.

| Premio                            | Vincitore         | Ruolo                     | Squadra              |
| --------------------------------- | ----------------- | ------------------------- | -------------------- |
| MVP della NFL                     | Tom Brady         | Quarterback               | New England Patriots |
| Giocatore offensivo dell'anno     | Todd Gurley       | Running back              | Los Angeles Rams     |
| Difensore dell'anno               | Aaron Donald      | Defensive tackle          | Los Angeles Rams     |
| Allenatore dell'anno              | Sean McVay        | Allenatore                | Los Angeles Rams     |
| Rookie offensivo dell'anno        | Alvin Kamara      | Running back              | New Orleans Saints   |
| Rookie difensivo dell'anno        | Marshon Lattimore | Cornerback                | New Orleans Saints   |
| Comeback Player of the Year       | Keenan Allen      | Wide Receiver             | Los Angeles Chargers |
| Walter Payton NFL Man of the Year | J.J. Watt         | Defensive end             | Houston Texans       |
| PFWA Dirigente dell'anno          | Howie Roseman     | Vice presidente esecutivo | Philadelphia Eagles  |
| MVP del Super Bowl                | Nick Foles        | Quarterback               | Philadelphia Eagles  |

### All-Pro team
I seguenti giocatori sono stati inseriti nel First-team All-Pro dall'Associated Press:
| Attacco       | Attacco                                            |
| ------------- | -------------------------------------------------- |
| Quarterback   | Tom Brady, New England                             |
| Running back  | Todd Gurley, L.A. Rams Le'Veon Bell, Pittsburgh    |
| Wide receiver | Antonio Brown, Pittsburgh DeAndre Hopkins, Houston |
| Tight end     | Rob Gronkowski, New England                        |
| Left tackle   | Andrew Whitworth, L.A. Rams                        |
| Left guard    | Andrew Norwell, Carolina                           |
| Centro        | Jason Kelce, Philadelphia                          |
| Right guard   | David DeCastro, Pittsburgh                         |
| Right tackle  | Lane Johnson, Philadelphia                         |

| Difesa           | Difesa                                                               |
| ---------------- | -------------------------------------------------------------------- |
| Edge rusher      | Calais Campbell, Jacksonville Cameron Jordan, New Orleans            |
| Interior lineman | Aaron Donald, L.A. Rams Cameron Heyward, Pittsburgh                  |
| Linebacker       | Chandler Jones, Arizona Bobby Wagner, Seattle Luke Kuechly, Carolina |
| Cornerback       | Jalen Ramsey, Jacksonville Xavier Rhodes, Minnesota                  |
| Safety           | Kevin Byard, Tennessee Harrison Smith, Minnesota                     |
| Defensive back   | Darius Slay, Detroit                                                 |

| Placekicker    | Greg Zuerlein, L.A. Rams |
| Punter         | Johnny Hekker, L.A. Rams |
| Kick returner  | Pharoh Cooper, L.A. Rams |
| Punt returner  | Jamal Agnew, Arizona     |
| Special teamer | Budda Baker, New England |

### Giocatori della settimana/mese
| Settimana/ mese | Offensivo Giocatore della settimana/mese | Offensivo Giocatore della settimana/mese | Difensivo Giocatore della settimana/mese | Difensivo Giocatore della settimana/mese | Special team Giocatore della settimana/mese | Special team Giocatore della settimana/mese |
| Settimana/ mese | AFC                                      | NFC                                      | AFC                                      | NFC                                      | AFC                                         | NFC                                         |
| --------------- | ---------------------------------------- | ---------------------------------------- | ---------------------------------------- | ---------------------------------------- | ------------------------------------------- | ------------------------------------------- |
| 1               | Alex Smith (Chiefs)                      | Sam Bradford (Vikings)                   | Calais Campbell (Jaguars)                | Trumaine Johnson (Rams)                  | Giorgio Tavecchio (Raiders)                 | Matt Prater (Lions)                         |
| 2               | Tom Brady (Patriots)                     | J.J. Nelson (Cardinals)                  | Chris Jones (Chiefs)                     | Desmond Trufant (Falcons)                | Cody Parkey (Dolphins)                      | Jamal Agnew (Lions)                         |
| 3               | Tom Brady (Patriots)                     | Kirk Cousins (Redskins)                  | Terrence Brooks (Jets)                   | DeMarcus Lawrence (Cowboys)              | Steven Hauschka (Bills)                     | Jake Elliott (Eagles)                       |
| Sett.           | Kareem Hunt (Chiefs)                     | Todd Gurley (Rams)                       | Melvin Ingram (Chargers)                 | DeMarcus Lawrence (Cowboys)              | Ryan Succop (Titans)                        | Matt Prater (Lions)                         |
| 4               | Deshaun Watson (Texans)                  | Todd Gurley (Rams)                       | Cameron Heyward (Steelers)               | Julius Peppers (Panthers)                | Steven Hauschka (Bills)                     | Greg Zuerlein (Rams)                        |
| 5               | Melvin Gordon (Chargers)                 | Aaron Rodgers (Packers)                  | Telvin Smith (Jaguars)                   | Earl Thomas (Seahawks)                   | Adam Vinatieri (Colts)                      | Kenjon Barner (Eagles)                      |
| 6               | Le'Veon Bell (Steelers)                  | Adrian Peterson (Cardinals)              | Johnathan Joseph (Texans)                | Cameron Jordan (Saints)                  | Ryan Succop (Titans)                        | Pharoh Cooper (Rams)                        |
| 7               | Amari Cooper (Raiders)                   | Carson Wentz (Eagles)                    | Kevin Byard (Titans)                     | Eddie Jackson (Bears)                    | Kai Forbath (Vikings)                       | Travis Benjamin (Chargers)                  |
| 8               | JuJu Smith-Schuster (Steelers)           | Russell Wilson (Seahawks)                | Carlos Dunlap (Bengals)                  | Jalen Mills (Eagles)                     | Harrison Butker (Chiefs)                    | Tyrone Crawford (Cowboys)                   |
| Ott.            | Deshaun Watson (Texans)                  | Carson Wentz (Eagles)                    | Micah Hyde (Bills)                       | Everson Griffen (Vikings)                | Harrison Butker (Chiefs)                    | Greg Zuerlein (Rams)                        |
| 9               | T.Y. Hilton (Colts)                      | Jared Goff (Rams)                        | Jordan Jenkins (Jets)                    | Karlos Dansby (Cardinals)                | Jaydon Mickens (Jaguars)                    | Justin Hardee (Saints)                      |
| 10              | Tom Brady (Patriots)                     | Cam Newton (Panthers)                    | A.J. Bouye (Jaguars)                     | Adrian Clayborn (Falcons)                | Dion Lewis (Patriots)                       | Greg Zuerlein (Saints)                      |
| 11              | Antonio Brown (Steelers)                 | Mark Ingram (Saints)                     | Matt Judon (Ravens)                      | Landon Collins (Giants)                  | Stephen Gostkowski (Patriots)               | Tyler Lockett (Seahawks)                    |
| 12              | Philip Rivers (Chargers)                 | Julio Jones (Falcons)                    | Cameron Heyward (Steelers)               | Luke Kuechly (Panthers)                  | Sam Koch (Ravens)                           | Phil Dawson (Cardinals)                     |
| Nov.            | Tom Brady (Patriots)                     | Case Keenum (Vikings)                    | Casey Hayward (Chargers)                 | Cameron Jordan (Saints)                  | Justin Tucker (Ravens)                      | Greg Zuerlein (Rams)                        |
| 13              | Josh McCown (Jets)                       | Russell Wilson (Seahawks)                | Eric Weddle (Ravens)                     | Dean Lowry (Packers)                     | Chris Boswell (Steelers)                    | Robbie Gould (49ers)                        |
| 14              | Ben Roethlisberger (Steelers)            | Jonathan Stewart (Panthers)              | Xavien Howard (Dolphins)                 | Deion Jones (Falcons)                    | Jaydon Mickens (Jaguars)                    | Trevor Davis (Packers)                      |
| 15              | Rob Gronkowski (Patriots)                | Todd Gurley (Rams)                       | Marcus Peters (Chiefs)                   | Darius Slay (Lions)                      | Sam Koch (Ravens)                           | Robbie Gould (49ers)                        |
| 16              | Dion Lewis (Patriots)                    | Todd Gurley (Rams)                       | Mike Hilton (Steelers)                   | Harrison Smith (Vikings)                 | Harrison Butker (Chiefs)                    | Damiere Byrd (Panthers)                     |
| 17              | Philip Rivers (Chatgers)                 | Chris Godwin (Buccaneers)                | Kevin Byard (Titans)                     | Ezekiel Ansah (Lions)                    | JuJu Smith-Schuster (Steelers)              | Matt Bryant (Falcons)                       |
| Dic.            | Le'Veon Bell (Steelers)                  | Todd Gurley (Rams)                       | Jordan Poyer (Bills)                     | Chandler Jones (Cardinals)               | Harrison Butker (Chiefs)                    | Robbie Gould (49ers)                        |

| Mese  | Rookie del mese         | Rookie del mese            |
| Mese  | Offensivo               | Difensivo                  |
| ----- | ----------------------- | -------------------------- |
| Sett. | Kareem Hunt (Chiefs)    | Tre'Davious White (Bills)  |
| Ott.  | Deshaun Watson (Texans) | Marshon Lattimore (Saints) |
| Nov.  | Alvin Kamara (Saints)   | Reuben Foster (49ers)      |
| Dic.  | Kareem Hunt (Chiefs)    | Marshon Lattimore (Saints) |